# 阿尤达赫山
44°33′N 34°20′E / 44.550°N 34.333°E

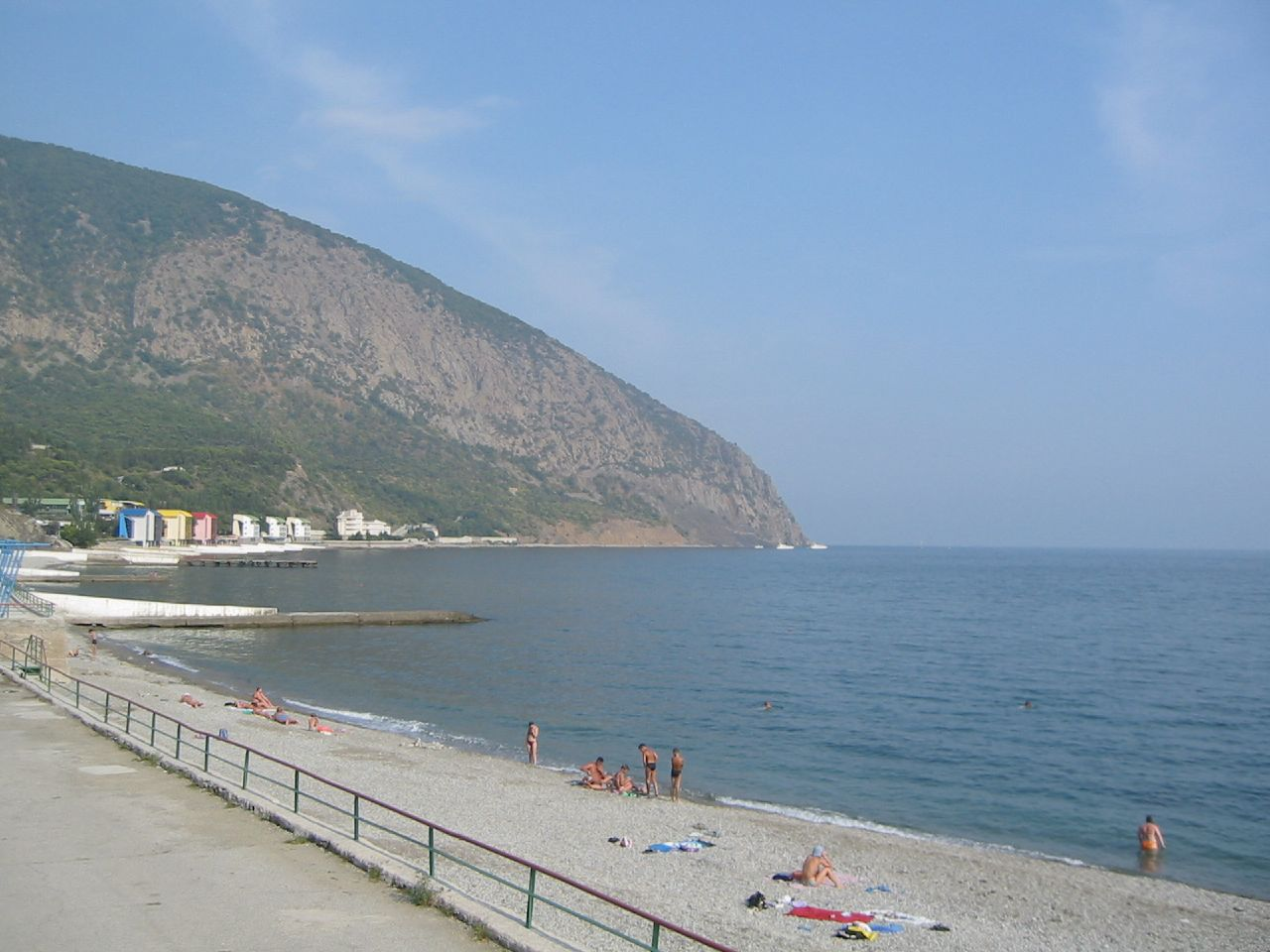

阿尤达赫山（烏克蘭語：Аюдаг），是烏克蘭的山峰，位於克里米亞半島，處於雅爾塔東北面16公里，屬於克里米亞山脈的一部分，面積約4平方公里，海拔高度572米。